# Gran Premio di superbike di Phillip Island 2004
Il Gran Premio di superbike di Phillip Island 2004 è stato la seconda prova su undici del campionato mondiale Superbike 2004, disputato il 28 marzo sul circuito di Phillip Island, in gara 1 ha visto la vittoria di Régis Laconi davanti a Chris Vermeulen e James Toseland, la gara 2 è stata vinta da Garry McCoy che ha preceduto Chris Vermeulen e Pierfrancesco Chili.
La vittoria nella gara valevole per il campionato mondiale Supersport 2004 è stata ottenuta da Joshua Brookes.

## Risultati

### Gara 1

#### Arrivati al traguardo[4]
| Pos. | Nº | Pilota              | Squadra                    | Motocicletta     | Giri | Tempo     | Griglia | Punti |
| ---- | -- | ------------------- | -------------------------- | ---------------- | ---- | --------- | ------- | ----- |
| 1º   | 55 | Régis Laconi        | Ducati Fila                | Ducati 999 F04   | 22   | 35:04.598 | 1º      | 25    |
| 2º   | 17 | Chris Vermeulen     | Ten Kate Honda             | Honda CBR 1000RR | 22   | +0:07.145 | 2º      | 20    |
| 3º   | 52 | James Toseland      | Ducati Fila                | Ducati 999 F04   | 22   | +0:07.536 | 6º      | 16    |
| 4º   | 99 | Steve Martin        | D.F.Xtreme Sterilgarda     | Ducati 999 RS    | 22   | +0:07.617 | 3º      | 13    |
| 5º   | 24 | Garry McCoy         | Xerox - Ducati Nortel Net. | Ducati 999 RS    | 22   | +0:07.808 | 8º      | 11    |
| 6º   | 6  | Mauro Sanchini      | Kawasaki Bertocchi         | Kawasaki ZX 10   | 22   | +0:27.838 | 16º     | 10    |
| 7º   | 20 | Marco Borciani      | D.F.Xtreme Sterilgarda     | Ducati 999 RS    | 22   | +0:27.924 | 9º      | 9     |
| 8º   | 41 | Noriyuki Haga       | Renegade Ducati            | Ducati 999 RS    | 22   | +0:28.240 | 5º      | 8     |
| 9º   | 7  | Pierfrancesco Chili | PSG - 1 Corse              | Ducati 999 RS    | 22   | +0:36.040 | 10º     | 7     |
| 10º  | 9  | Chris Walker        | Foggy Petronas Racing      | Petronas FP1     | 22   | +0:36.147 | 12º     | 6     |
| 11º  | 8  | Ivan Clementi       | Kawasaki Bertocchi         | Kawasaki ZX 10   | 22   | +0:36.263 | 14º     | 5     |
| 12º  | 69 | Gianluca Nannelli   | Pedercini                  | Ducati 998 RS    | 22   | +1:02.542 | 13º     | 4     |
| 13º  | 4  | Troy Corser         | Foggy Petronas Racing      | Petronas FP1     | 22   | +1:09.110 | 7º      | 3     |
| 14º  | 25 | Alessio Velini      | UnionBike GiMotorsport     | Yamaha YZF R1    | 22   | +1:23.898 | 18º     | 2     |
| 15º  | 12 | Warwick Nowland     | Zongshen                   | Suzuki GSX 1000R | 21   | +1 giro   | 19º     | 1     |
| 16º  | 50 | Miguel Praia        | Xerox - Ducati Nortel Net. | Ducati 999 RS    | 21   | +1 giro   | 20º     |       |

#### Non classificato
| Nº | Pilota               | Squadra  | Motocicletta     | Giri | Griglia |
| -- | -------------------- | -------- | ---------------- | ---- | ------- |
| 5  | Piergiorgio Bontempi | Zongshen | Suzuki GSX 1000R | 6    | 17º     |

#### Ritirati
| Nº | Pilota          | Squadra         | Motocicletta     | Giri | Griglia |
| -- | --------------- | --------------- | ---------------- | ---- | ------- |
| 16 | Sergio Fuertes  | MIR Racing      | Suzuki GSX 1000R | 10   | 15º     |
| 19 | Lucio Pedercini | Pedercini       | Ducati 998 RS    | 4    | 11º     |
| 91 | Leon Haslam     | Renegade Ducati | Ducati 999 RS    | 0    | 4º      |

### Gara 2

#### Arrivati al traguardo[5]
| Pos. | Nº | Pilota               | Squadra                    | Motocicletta     | Giri | Tempo     | Griglia | Punti |
| ---- | -- | -------------------- | -------------------------- | ---------------- | ---- | --------- | ------- | ----- |
| 1º   | 24 | Garry McCoy          | Xerox - Ducati Nortel Net. | Ducati 999 RS    | 22   | 35:10.023 | 8º      | 25    |
| 2º   | 17 | Chris Vermeulen      | Ten Kate Honda             | Honda CBR 1000RR | 22   | +0:04.951 | 2º      | 20    |
| 3º   | 7  | Pierfrancesco Chili  | PSG - 1 Corse              | Ducati 998 RS    | 22   | +0:06.439 | 10º     | 16    |
| 4º   | 20 | Marco Borciani       | D.F.Xtreme Sterilgarda     | Ducati 999 RS    | 22   | +0:08.829 | 9º      | 13    |
| 5º   | 4  | Troy Corser          | Foggy Petronas Racing      | Petronas FP1     | 22   | +0:11.824 | 7º      | 11    |
| 6º   | 41 | Noriyuki Haga        | Renegade Ducati            | Ducati 999 RS    | 22   | +0:12.223 | 5º      | 10    |
| 7º   | 6  | Mauro Sanchini       | Kawasaki Bertocchi         | Kawasaki ZX 10   | 22   | +0:19.236 | 16º     | 9     |
| 8º   | 9  | Chris Walker         | Foggy Petronas Racing      | Petronas FP1     | 22   | +0:19.323 | 12º     | 8     |
| 9º   | 8  | Ivan Clementi        | Kawasaki Bertocchi         | Kawasaki ZX 10   | 22   | +0:19.478 | 14º     | 7     |
| 10º  | 91 | Leon Haslam          | Renegade Ducati            | Ducati 999 RS    | 22   | +0:35.352 | 4º      | 6     |
| 11º  | 5  | Piergiorgio Bontempi | Zongshen                   | Suzuki GSX 1000R | 22   | +0:35.709 | 17º     | 5     |
| 12º  | 69 | Gianluca Nannelli    | Pedercini                  | Ducati 998 RS    | 22   | +0:36.279 | 13º     | 4     |
| 13º  | 25 | Alessio Velini       | UnionBike GiMotorsport     | Yamaha YZF R1    | 22   | +1:10.305 | 18º     | 3     |
| 14º  | 12 | Warwick Nowland      | Zongshen                   | Suzuki GSX 1000R | 22   | +1:10.545 | 19º     | 2     |

#### Ritirati
| Nº | Pilota          | Squadra                    | Motocicletta     | Giri | Griglia |
| -- | --------------- | -------------------------- | ---------------- | ---- | ------- |
| 99 | Steve Martin    | D.F.Xtreme Sterilgarda     | Ducati 999 RS    | 19   | 3º      |
| 55 | Régis Laconi    | Ducati Fila                | Ducati 999 F04   | 14   | 1º      |
| 19 | Lucio Pedercini | Pedercini                  | Ducati 998 RS    | 8    | 11º     |
| 52 | James Toseland  | Ducati Fila                | Ducati 999 F04   | 3    | 6º      |
| 50 | Miguel Praia    | Xerox - Ducati Nortel Net. | Ducati 999 RS    | 2    | 20º     |
| 16 | Sergio Fuertes  | MIR Racing                 | Suzuki GSX 1000R | 1    | 15º     |

### Supersport

#### Arrivati al traguardo
| Pos. | Nº | Pilota                   | Squadra                     | Motocicletta    | Giri | Tempo     | Griglia | Punti |
| ---- | -- | ------------------------ | --------------------------- | --------------- | ---- | --------- | ------- | ----- |
| 1º   | 75 | Joshua Brookes           | Castrol Honda Racing        | Honda CBR 600RR | 21   | 34'12.301 | 4º      | 25    |
| 2º   | 11 | Kevin Curtain            | Yamaha Motor Deutschland    | Yamaha YZF R6   | 21   | +0.025    | 2º      | 20    |
| 3º   | 4  | Jurgen van den Goorbergh | Yamaha Italia               | Yamaha YZF R6   | 21   | +6.035    | 7º      | 16    |
| 4º   | 23 | Broc Parkes              | Ten Kate Honda              | Honda CBR 600RR | 21   | +9.216    | 3º      | 13    |
| 5º   | 16 | Sébastien Charpentier    | Klaffi Honda                | Honda CBR 600RR | 21   | +11.175   | 6º      | 11    |
| 6º   | 99 | Fabien Foret             | Yamaha Italia               | Yamaha YZF R6   | 21   | +21.288   | 5º      | 10    |
| 7º   | 8  | Alessio Corradi          | Italia Megabike             | Honda CBR 600RR | 21   | +21.293   | 15º     | 9     |
| 8º   | 76 | Max Neukirchner          | Klaffi Honda                | Honda CBR 600RR | 21   | +21.669   | 11º     | 8     |
| 9º   | 57 | Lorenzo Lanzi            | Ducati Breil                | Ducati 749 R    | 21   | +23.549   | 10º     | 7     |
| 10º  | 2  | Stéphane Chambon         | Suzuki Alstare Corona Extra | Suzuki GSX 600R | 21   | +24.024   | 13º     | 6     |
| 11º  | 37 | Katsuaki Fujiwara        | Suzuki Alstare Corona Extra | Suzuki GSX 600R | 21   | +27.449   | 8º      | 5     |
| 12º  | 31 | Karl Muggeridge          | Ten Kate Honda              | Honda CBR 600RR | 21   | +37.271   | 1º      | 4     |
| 13º  | 20 | Vittorio Iannuzzo        | Suzuki Alstare Corona Extra | Suzuki GSX 600R | 21   | +43.863   | 14º     | 3     |
| 14º  | 22 | Stefano Cruciani         | Kawasaki Bertocchi          | Kawasaki ZX6 RR | 21   | +46.697   | 16º     | 2     |
| 15º  | 24 | Matthieu Lagrive         | Moto 1                      | Suzuki GSX 600R | 21   | +53.229   | 18º     | 1     |
| 16º  | 19 | Walter Tortoroglio       | Celani - Suzuki Italia      | Suzuki GSX 600R | 21   | +58.729   | 17º     |       |
| 17º  | 18 | Denis Sacchetti          | Italia Megabike             | Honda CBR 600RR | 21   | +1'05.325 | 21º     |       |
| 18º  | 70 | Yaniv Peleg              | IRT Honda Israel            | Honda CBR 600RR | 20   | +1 giro   | 24º     |       |

#### Ritirati
| Nº | Pilota            | Squadra                  | Motocicletta    | Giri | Griglia |
| -- | ----------------- | ------------------------ | --------------- | ---- | ------- |
| 93 | Christian Kellner | Yamaha Motor Deutschland | Yamaha YZF R6   | 8    | 9º      |
| 15 | Matteo Baiocco    | Lorenzini by Leoni       | Yamaha YZF R6   | 7    | 19º     |
| 25 | Giovanni Bussei   | SL Racing                | Ducati 749 R    | 3    | 12º     |
| 50 | Steve Brogan      | IRT Honda Israel         | Honda CBR 600RR | 2    | 20º     |
| 77 | Mark Stanley      | MSR Liscycles.com        | Yamaha YZF R6   | 1    | 23º     |